# Sarniak pampasowy
Sarniak pampasowy, jeleń pampasowy (Ozotoceros bezoarticus) – średniej wielkości gatunek ssaka parzystokopytnego z rodziny jeleniowatych (Cervidae).

## Systematyka

### Taksonomia
Takson po raz pierwszy opisany przez K. Linneusza w 1758 roku pod nazwą Cervus bezoarticus. Jako miejsce typowe autor wskazał „siedlisko w Ameryce Południowej”, zidentyfikowane jako Pernambuco w Brazylii przez O. Thomasa w 1911 roku. Jedyny przedstawiciel rodzaju sarniak (Ozotoceros) utworzonego przez F. Ameghino w 1891 roku.

### Gatunek typowy
Cervus bezoarticus Linnaeus, 1758 błędnie oznaczony jako Cervus campestris F. Cuvier, 1817

## Występowanie
Otwarte i suche tereny trawiaste Ameryki Południowej.

## Charakterystyka ogólna
Ciało o lekkiej budowie, ubarwione rudobrązowo lub żółtoszaro. Brak wyraźnej różnicy pomiędzy suknią letnią i zimową. Poroże z trzema rozgałęzieniami. Samce nieco większe, ale dymorfizm płciowy jest słabo zaznaczony. Samce wydzielają silny zapach podobny do zapachu czosnku, wyczuwalny z dużej odległości. U młodych do 2. miesiąca życia występuje szereg jasnych cętek po bokach ciała. Podstawowe dane przedstawia tabelka:
| Długość ciała | Wysokość w kłębie | Długość ogona | Masa ciała | Dojrzałość płciowa | Długość ciąży | Liczba młodych w miocie |
| ------------- | ----------------- | ------------- | ---------- | ------------------ | ------------- | ----------------------- |
| 110–130 cm    | 70–75 cm          | 10–15 cm      | 35–40 kg   | ok. 1 roku         | 7 miesięcy    | 1                       |

## Zagrożenia i ochrona
Jeleń pampasowy miał duże znaczenie w kulturze Indian Ameryki Południowej. Poławiany dla mięsa i skór. W XIX w. jego skóry eksportowano masowo. Obecnie gatunek zagrożony wyginięciem z powodu utraty siedlisk oraz chorób przenoszonych przez zwierzęta hodowlane. W Czerwonej Księdze IUCN ujęty w kategorii podwyższonego ryzyka (NT).